# Denis-François Gastelier de La Tour
Denis-François Gastelier de La Tour (Gastelier à la naissance), né le 30 mai 1709, à Montpellier et mort à Paris le 25 janvier 1781, est un héraldiste et généalogiste français.
Gastelier vécut dans un état voisin de l’indigence, refusant des places qui auraient pu le mettre dans une position plus agréable, mais qui auraient nui à son indépendance. II s’occupa de bonne heure de l’art héraldique et fit la généalogie d’un grand nombre de maisons.
Il a laissé en manuscrit une Description géographique et historique du Languedoc, qui devait former plusieurs volumes in-f°. Il a donné au moins 500 articles sur l’héraldique au Supplément à l'Encyclopédie.
Il mourut des suites d’une joie trop violente que lui causa la nouvelle d’une immense succession à laquelle il était loin de s’attendre[réf. nécessaire].

## Principaux ouvrages
- Dictionnaire étymologique de termes d’architecture, Paris, 1733, in-12 ;
- Armorial des principales maisons et familles du royaume, en société avec Dubuisson, Paris, 1757, 2 vol. in-12 ;
- Généalogie de la maison de Chateauneuf-Randon, 1760, in-4° ;
- Généalogie de la maison de Voix, 1762, in-4° ;
- Description de la ville de Montpellier, 1764, in-4° ;
- Armorial des États de Languedoc, 1767, in-4° ;
- Généalogie de la maison de Varagne de Gardone, 1769, in-4° ;
- Nobiliaire général de Languedoc (non édité) ;
- Généalogie de la maison de Pressac-Desclignac, 1770, in-4° ;
- Dictionnaire héraldique contenant tout ce qui a rapport à la science du blason, Paris, 1774, in-8°.
- Généalogie de la Maison de Faÿ (Chapteuil), 1762, in-4°.

## Sources
- François-Xavier de Feller, Dictionnaire historique, t. 4, Paris, J. Leroux, Jouby, Gaume, 1848, p. 448.